# Ryan Shore

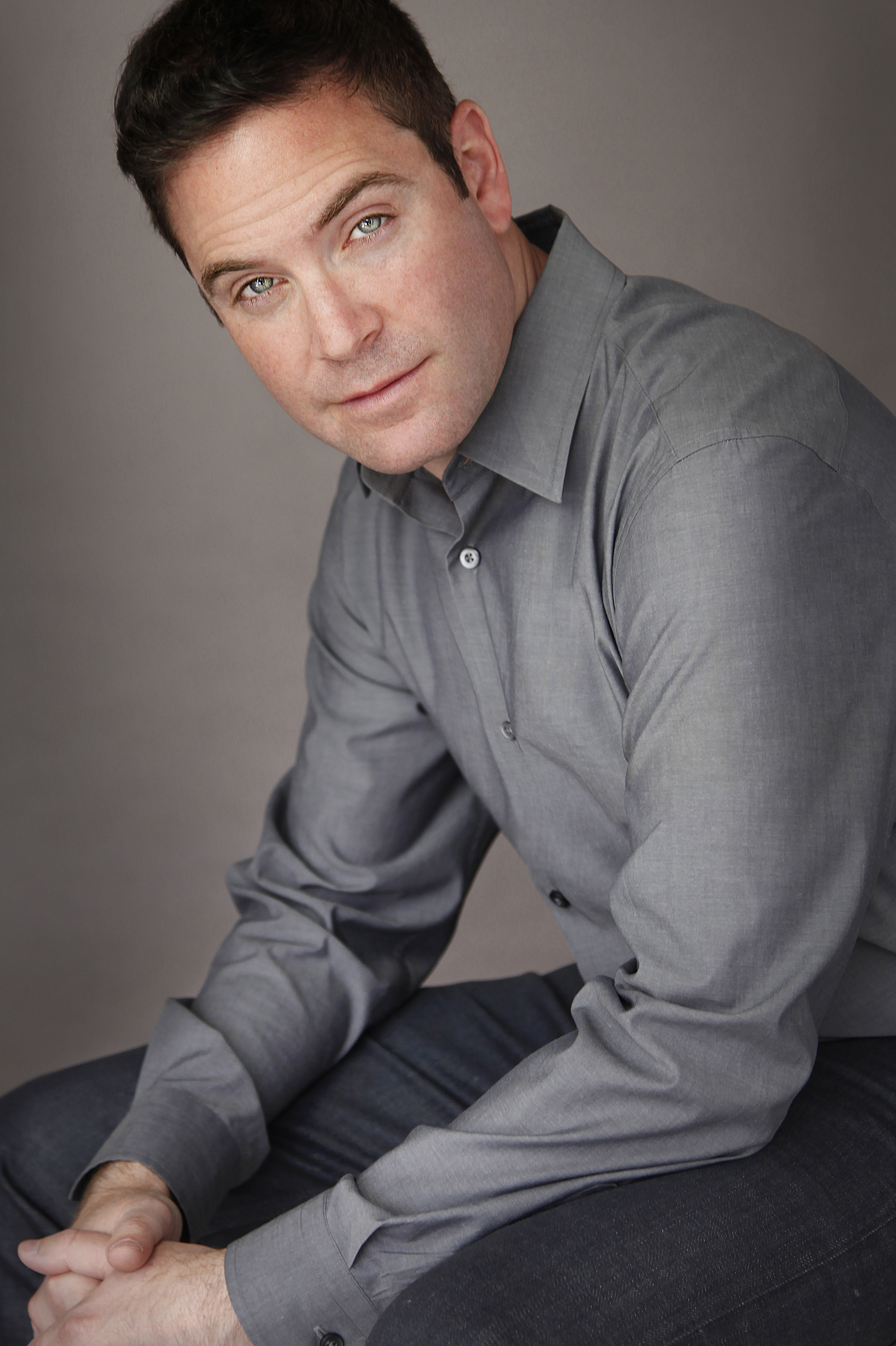
Ryan Shore (2015)

Ryan Powell Shore (* 29. Dezember 1974 in Toronto, Ontario, Kanada) ist ein kanadischer Komponist und Neffe des Oscarprämierten Filmkomponisten Howard Shore.

## Leben
Nachdem Ryan Shore im Alter von elf Jahren mit dem Erlernen des Saxophons begonnen hatte, studierte er in den folgenden Jahren intensiv Musik, besuchte Musiksommercamps, erlernte weitere Instrumente wie Klarinette, Flöte, Klavier, um anschließend an der Berklee College of Music Musik zu studieren. Bevor er 1996 seinen Abschluss dort machte, studierte er jedes dieser Instrumente intensiv und kam auf die Idee, dass man, um gut spielen zu können, keinen Studienabschluss bräuchte, weswegen er sich verstärkt auf die Filmkomposition konzentrierte. Und genau das brachte ihm seinen ersten Job ein, denn sein Onkel, Howard Shore, bot ihm sofort nach seinem Studium einen Job bei ihm in New York City an, wo er von Grund seine Fähigkeiten des Komponierens verfeinerte.
Bevor er 2004 nach Los Angeles zog, um sich intensiver der Filmkomposition zu widmen, komponierte er bereits in New York für unterschiedliche Broadwayshows, Konzerte und CDs einiger Musiker. Nachdem er mit Couchgeflüster – Die erste therapeutische Liebeskomödie, Numb und Mega Monster Movie für mehrere Kinofilme komponierte, wurde er 2012 für seine Komposition von The Shrine mit einer Nominierung des Grammy Awards bedacht.

## Filmografie (Auswahl)
- 2001: Harvard Man
- 2005: 212
- 2005: Couchgeflüster – Die erste therapeutische Liebeskomödie (Prime)
- 2007: Jack Brooks: Monster Slayer
- 2007: Jack Ketchum’s Evil (The Girl Next Door)
- 2007: Nur die Liebe hilft (Numb)
- 2009: Jack Ketchums Beutegier (Offspring)
- 2009: Cabin Fever 2: Spring Fever
- 2009: Mega Monster Movie (Stan Helsing)
- 2010: The Shrine
- 2015: R.L. Stine – Geisterstadt: Kabinett des Schreckens (R.L. Stine’s Monsterville: The Cabinet of Souls)
- 2017: Winzige Weihnachten
- 2017–2018: Star Wars: Die Mächte des Schicksals (Star Wars: Forces of Destiny)
- 2020: Love, Guaranteed
- 2025: Bride Hard

## Auszeichnungen (Auswahl)
Grammy Award
- 2012: Nominierung als Bester komponierter Soundtrack für visuelle Medien von The Shrine